# Península de Paracas
La península de Paracas es uno de los principales accidentes geográficos del litoral de Perú. Se encuentra rodeada por las aguas océano Pacífico en la costa de la provincia de Pisco, perteneciente al departamento de Ica. La península se encuentra dentro de los límites de la Reserva Nacional de Paracas, que se extiende a lo largo de la costa central de Perú. Es una zona marítima rica en plancton que nutre a peces, crustáceos y moluscos. 
La península de Paracas es también conocida por el Candelabro de Paracas, un geoglifo prehistórico con una longitud de aproximadamente 180 metros en la cara norte de la cordillera peninsular. En las cercanías fueron halladas cerámicas que datan de 200 a. C., colocándola dentro de la cultura Paracas.
La Reserva Nacional de Paracas está abierta al público y se puede visitar lugares como la bahía de Lagunillas, los Salares de Otuma, la bahía de la Independencia y el Candelabro de Paracas, que se puede ver desde el mar. 

## Galería

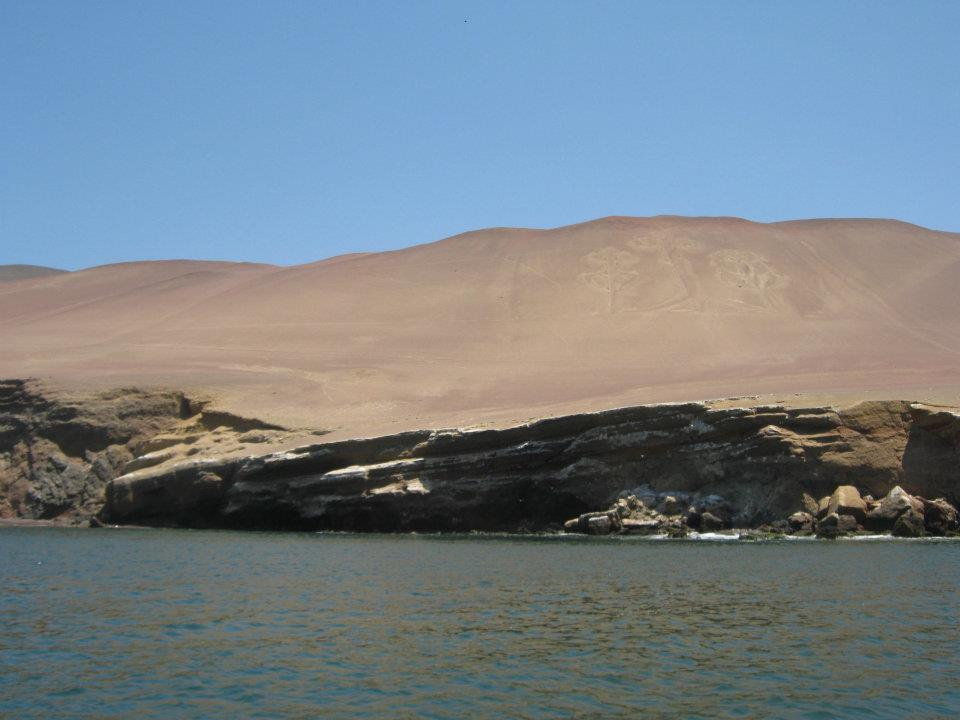
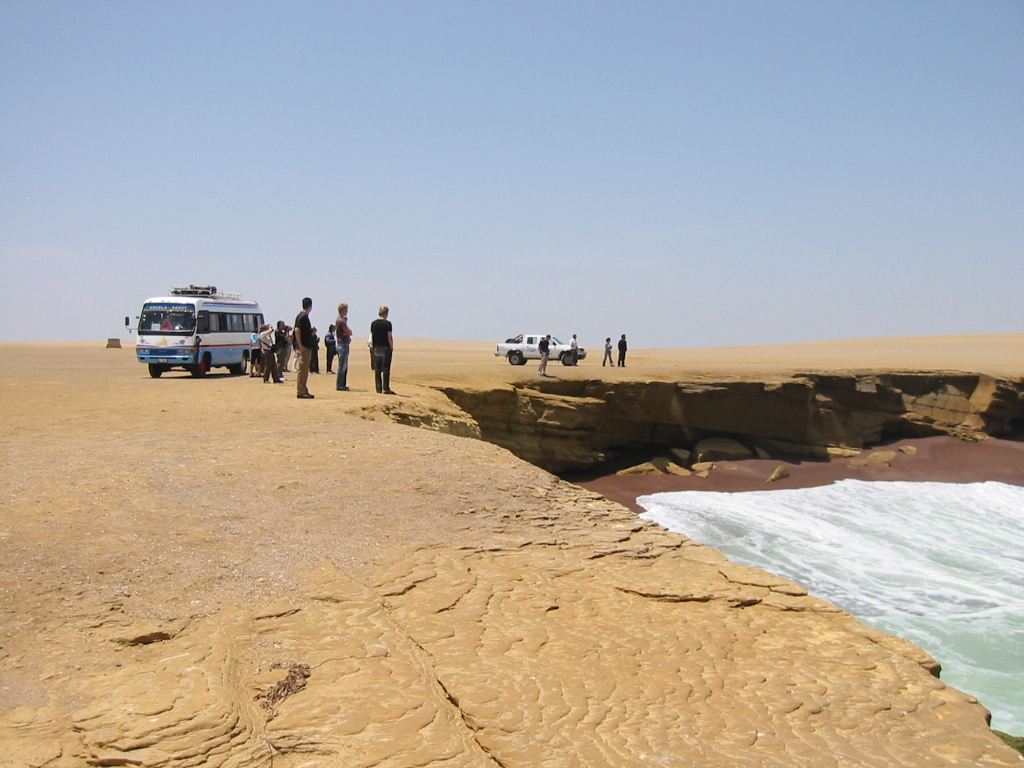
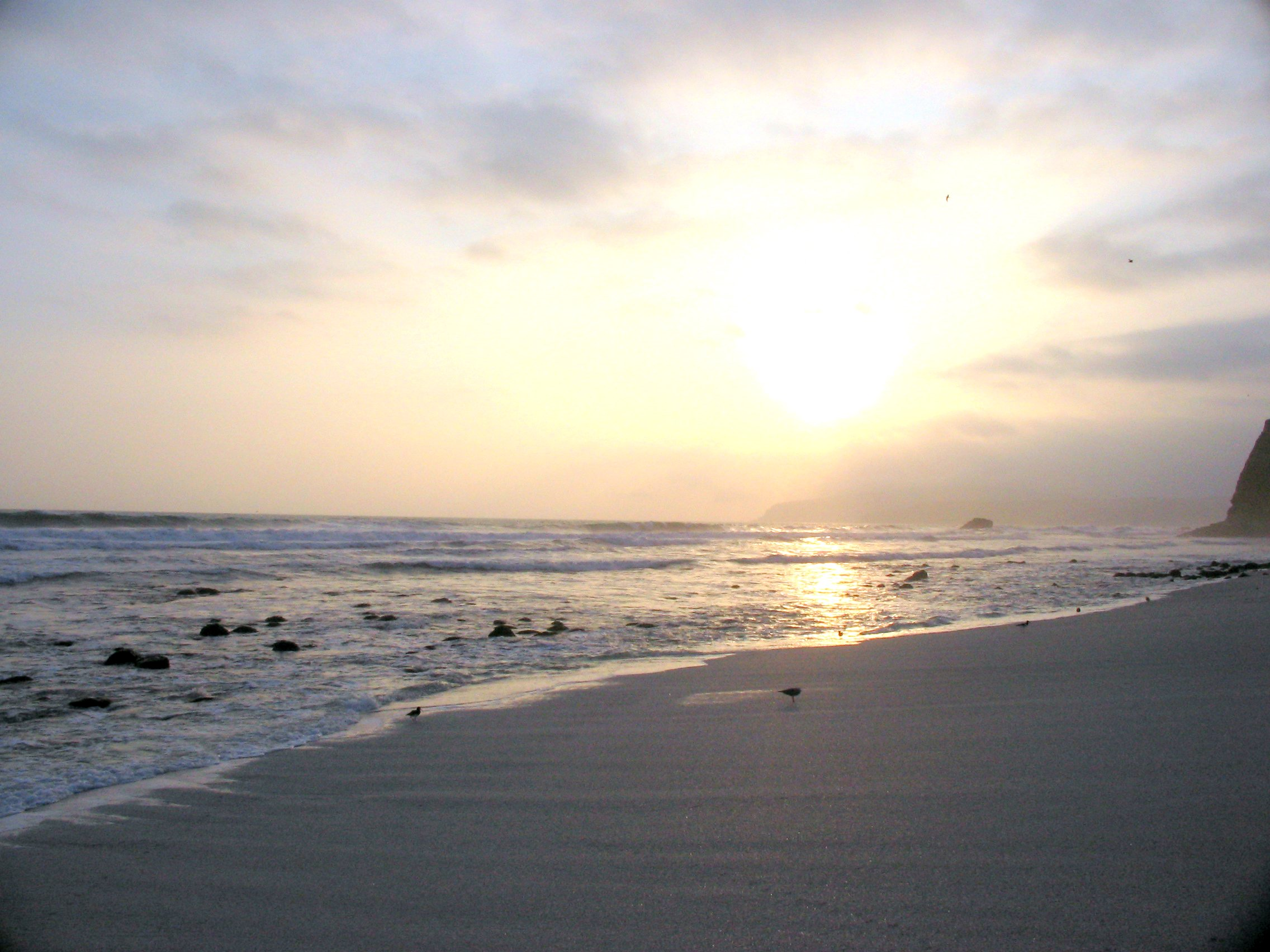
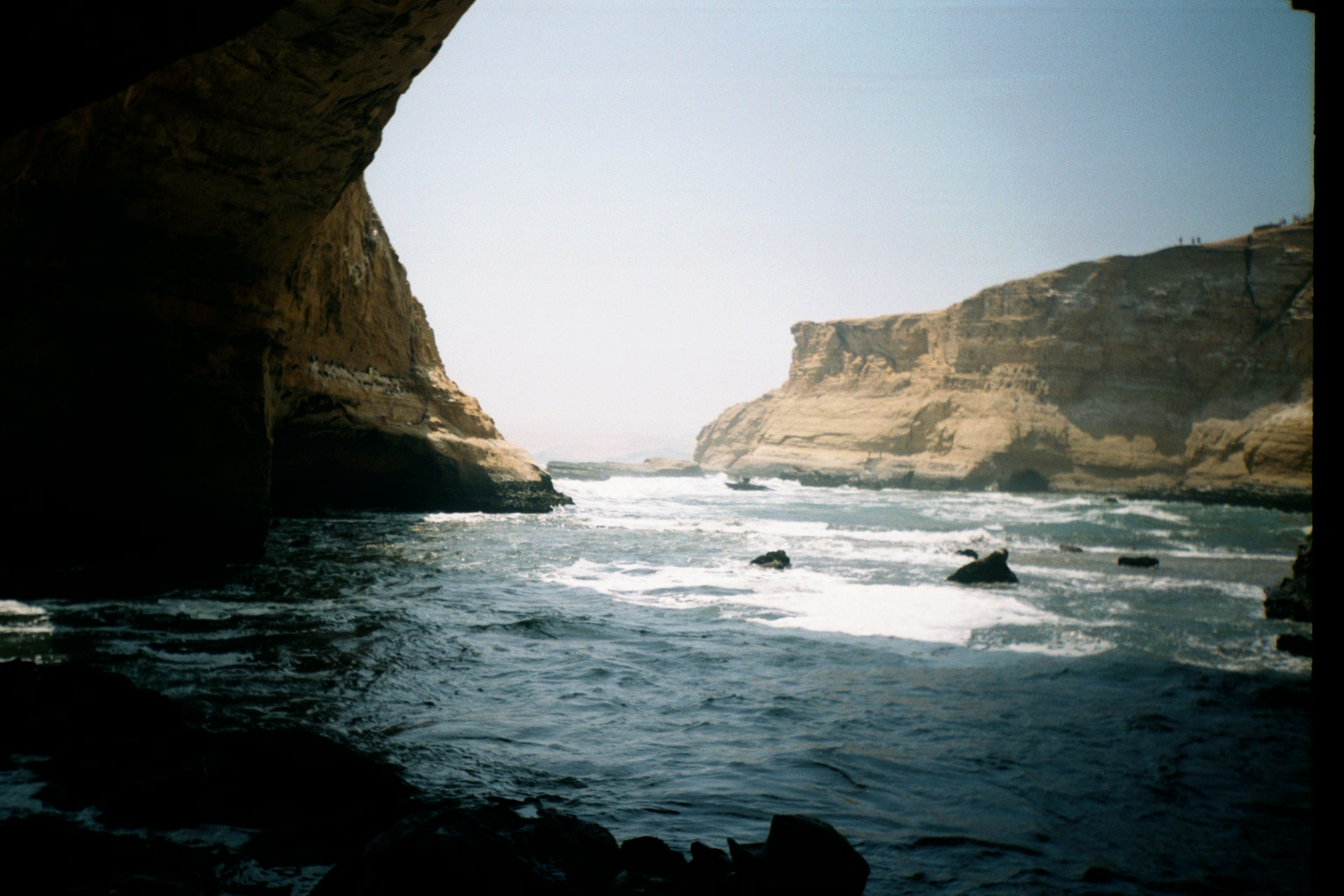
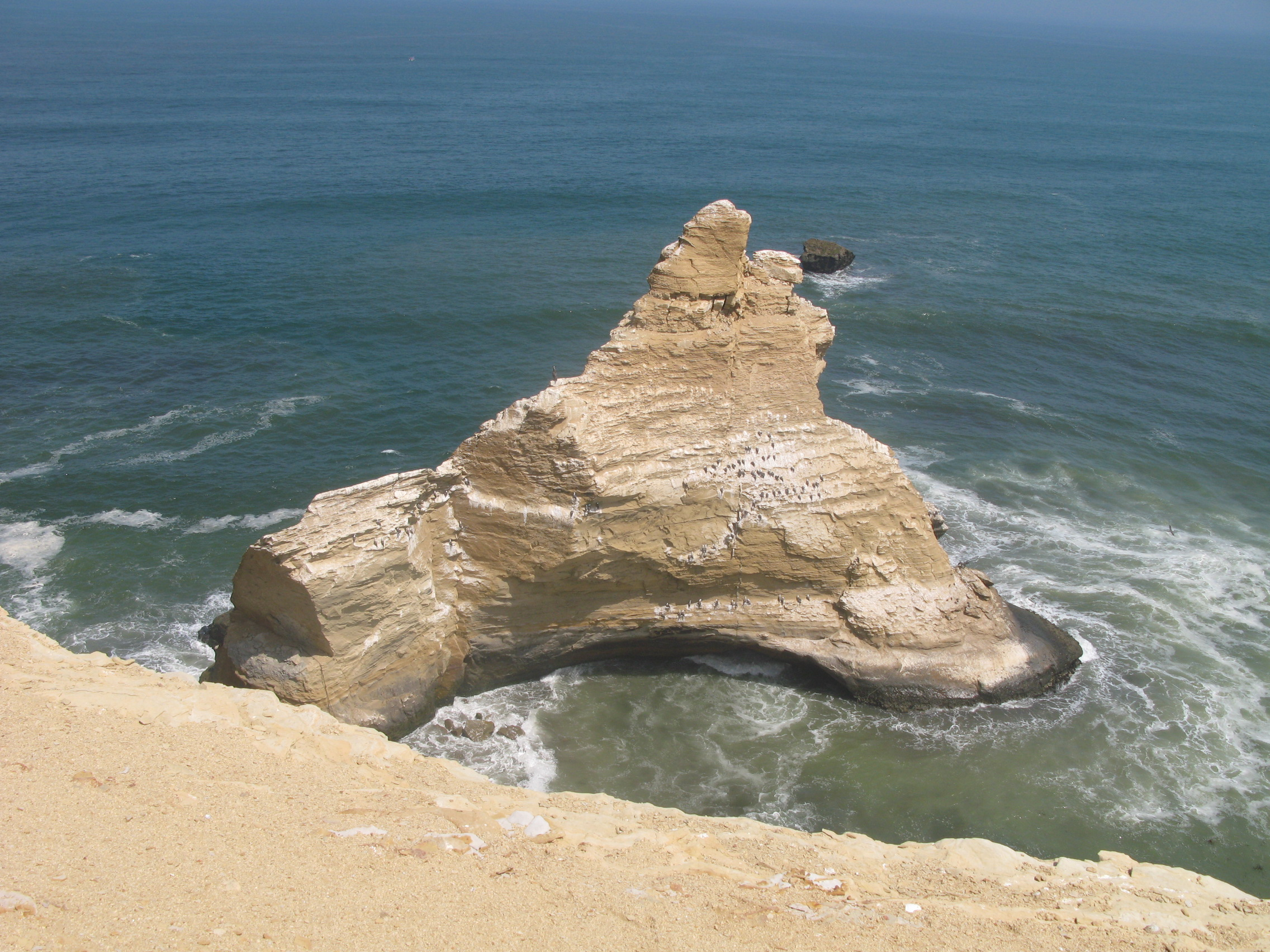